# Martin Walker
Martin Walker (Scozia, 1947) è uno scrittore e giornalista scozzese.

## Biografia
Nato in Scozia nel 1947, vive tra Washington e la regione francese del Périgord.
Dopo gli studi al Balliol College nell'Università di Oxford, si avvia verso un'affermata carriera giornalistica comprendente incarichi di corrispondente per gli esteri per il Guardian oltre ad interventi in testate come il New York Times e il Washington Post.
Esordisce come romanziere nel 2008 con Brunò: il commissario francese, prima indagine del fortunato personaggio del capo della polizia locale Benoît "Brunò" Courrège, cuoco ed ex soldato che tornerà in numerosi romanzi successivi.
È stato direttore anziano dell'A.T. Kearney's Global Business Policy Council (GBPC) per sei anni.

## Opere principali

### Romanzi
- Brunò: il commissario francese (Bruno, Chief of Police) (2008), Milano, Sperling & Kupfer, 2009 ISBN 978-88-200-4740-5
- Delitti doc per il commissario Brunò (The Dark Vineyard) (2009), Milano, Sperling & Kupfer, 2010 ISBN 978-88-200-4853-2
- Black Diamond (2010)
- The Crowded Grave (2011)
- The Devil's Cave (2012)
- Bruno and the Carol Singers (Bruno and le Père Noël) (2012)
- The Resistance Man (2013)
- Children of War (2014)
- The Dying Season (2015)
- Grand prix: delitto doc per il commissario Courrège (Fatal Pursuit) (2016), Milano, Feltrinelli, 2017 ISBN 978-88-07-03246-2
- The Templars' Last Secret (2017)

### Saggi
- The National Front (1977)
- Daily sketches (1978)
- Powers of the press (1982)
- The waking giant: the Soviet Union under Gorbachev (1986)
- Martin Walker's Russia: despatches from the Guardian correspondent in Moscow (1989)
- The Cold War: and the making of the modern world (1993)
- Clinton, The president they deserve (1996)
- Makers of the american century: a narrative in twenty-six lives (2000)
- George Bernard Shaw, Pygmalion (2003)
- William Shakespeare, «Julius Caesar» (2003)